# Ixodes dicei
Ixodes dicei este o specie de căpușe din genul Ixodes, familia Ixodidae, descrisă de James E. Keirans și Ajohda în anul 2003.
Este endemică în Costa Rica. Conform Catalogue of Life specia Ixodes dicei nu are subspecii cunoscute.